# Липец, Альфонс Ильич
Альфонс Ильич Липец (27 ноября 1881, Лодзь — 11 апреля 1950, Нью-Йорк, США) — российский инженер-механик, специалист в областях паровозостроения и паровозного хозяйства.

## Биография
Родился в городе Лодзи Петроковской губернии, в еврейской семье. После окончания Варшавского политехнического института начал работать помощником машиниста паровоза на Московско-Киево-Воронежскую железной дороге, где вскоре был повышен до машиниста, а затем и до инженера. Помимо этого, читал лекции в Киевском политехническом институте. 
В 1909 году Липец становиться начальником отдела службы тяги Ташкентской железной дороги. С 1905 по 1913 годы Липец вместе с профессором Ю. В. Ломоносовым, который был его учителем, разработал проект тепловоза непосредственного действия, то есть с передачей энергии от дизеля на движущие колёса аналогично паровозам. Для этого тепловоза Альфонсом Ильичом была разработана специальная пневматическая фрикционная муфта, из-за чего негласно стал автором всего проекта. Из-за начавшейся вскоре войны, проект не был завершён до конца, но многие изложенные в нём идеи позже были реализованы на многих первых тепловозах. Вместе с Ломоносовым Альфонс Липец вошёл в состав Русской железнодорожной миссии с США и участвовал в разработке проектов будущих паровозов серии Е. 
В 1916 году внёс значительное изменение в конструкционный проект данных локомотивов (вместо плоских топок применил радиальные), в связи с чем изменённые паровозы, по указанию Ломоносова, получили индекс Л (ЕЛ) в честь Липеца. В 1922 году Альфонс вместе с Ломоносовым вошёл в группу, занимающуюся постройкой в Германии первых советских тепловозов. После их завершения, Альфонс Ильич Липец не стал возвращаться в уже Советскую Россию и остался в эмиграции в США. Похоронен на кладбище Фернклифф рядом с женой Базилией Липец (урождённой Карп, 1883—1955).
Его дочь Рена Липец (1913—1996) была замужем за фольклористом и фотографом Джоном Найлзом.

## Труды
- А. И. Липецъ. Паровозы типа «Декапод» (1-5-0), построенные въ Америкѣ для Русскихъ Казенныхъ Желѣзныхъ Дорогъ / Изданіе Русской Миссіи Министерства Путей Сообщенія въ Америкѣ. — Нью-Іоркъ, 1920.